# Serjania dentata
Serjania dentata är en kinesträdsväxtart som först beskrevs av Vell., och fick sitt nu gällande namn av Ludwig Radlkofer. Serjania dentata ingår i släktet Serjania och familjen kinesträdsväxter. Inga underarter finns listade i Catalogue of Life.